# アブラゥン・リンコン・マルチンス
アブラゥン・リンコン・マルチンス（Abraão Lincoln Martins, 1983年6月14日 - ）は、ブラジル・サンパウロ州出身の元サッカー選手。現役時代のポジションはフォワード（FW）。

## 来歴
2004年にパウリスタFCでプロデビューし、そのシーズン後半のカンピオナート・ブラジレイロ・セリエBで早速ゴールを挙げる。
2006年にはリベルタドーレス杯に出場。初戦のCDエル・ナシオナル戦では途中出場からゴールを決めた。
2007年はアビスパ福岡へ移籍。主力として活躍するもチームはJ1昇格を逃し、自身もシーズン終了後に退団した。2008年からは湘南ベルマーレへ移籍。だが7月13日の愛媛FC戦で右内転筋肉離れを起こして長期離脱を余儀なくされ、7月31日に選手登録を抹消された。2009年は古巣パウリスタFCでプレーし、8月14日にこちらも古巣の湘南へレンタル復帰。
2010年1月24日、契約満了により湘南を退団した。2010年はパウリスタFCでプレーし、2011年からはザスパ草津へ移籍するも、2012年8月18日付けで契約解除となる。

## エピソード
- 「アブラゥン・リンコン」とは、父が16代アメリカ合衆国大統領エイブラハム・リンカーンにちなんで名づけた名前（ポルトガル語風のスペルと発音）。
- 2007年4月にあったアビスパ福岡vs愛媛FC戦（博多の森球技場）で、ゴールを決めた喜びのあまりコーナーキック用の旗を蹴り壊してしまい、この試合2回目の警告を受け退場となった。その後、セレッソ大阪戦（博多球）でゴールを決めた後、蹴った旗に謝るというユニークな面を見せた。
- 趣味であるドラムの腕前はなかなかの物で、湘南在籍時にドラム教室に通おうとした所その腕前に驚いた講師に『うちでは何も教える事が無い』と言わしめた。しかし、結果ドラム教室に通えなくなってしまい、その後も神奈川県内のドラム教室を探す事になった。
- 2013年のブラジリエンセFCには、リンコンの他、FWワシントン、DFジェフェルソン（英語版）が在籍していた。アメリカのラシュモア山に彫られている同国歴代大統領の胸像4名のうち3名（エイブラハム・リンカーン、ジョージ・ワシントン、トーマス・ジェファーソン）と同じ名前の選手が揃っていたということで、「Os Presidentes do Brasiliense（ブラジリエンセの大統領）」として、この胸像を真似た構図での撮影が行われた[2]。

## 所属クラブ
- 2004年  パウリスタFC
- 2005年  ECタウバテ
- 2006年  パウリスタFC
- 2007年  アビスパ福岡
- 2008年  湘南ベルマーレ
- 2010年  オリエンテ・ペトロレロ
- 2010年  パウリスタFC
  - 2009年8月 - 同年12月  湘南ベルマーレ (期限付き移籍)
- 2011年 - 2012年8月  ザスパ草津
- 2013年  ブラジリエンセFC
- 2014年  CAヴォトゥポランゲンセ
- 2015年  CAジュベントス

## 個人成績
| 国内大会個人成績 | 国内大会個人成績 | 国内大会個人成績 | 国内大会個人成績 | 国内大会個人成績 | 国内大会個人成績 | 国内大会個人成績 | 国内大会個人成績 | 国内大会個人成績 | 国内大会個人成績 | 国内大会個人成績 | 国内大会個人成績 |
| 年度             | クラブ           | 背番号           | リーグ           | リーグ戦         | リーグ戦         | リーグ杯         | リーグ杯         | オープン杯       | オープン杯       | 期間通算         | 期間通算         |
| 年度             | クラブ           | 背番号           | リーグ           | 出場             | 得点             | 出場             | 得点             | 出場             | 得点             | 出場             | 得点             |
| ブラジル         | ブラジル         | ブラジル         | ブラジル         | リーグ戦         | リーグ戦         | ブラジル杯       | ブラジル杯       | オープン杯       | オープン杯       | 期間通算         | 期間通算         |
| ---------------- | ---------------- | ---------------- | ---------------- | ---------------- | ---------------- | ---------------- | ---------------- | ---------------- | ---------------- | ---------------- | ---------------- |
| 2004             | パウリスタ       |                  |                  |                  |                  |                  |                  |                  |                  |                  |                  |
| 2005             | タウバテ         |                  |                  |                  |                  |                  |                  |                  |                  |                  |                  |
| 2006             | パウリスタ       |                  |                  |                  |                  |                  |                  |                  |                  |                  |                  |
| 日本             | 日本             | 日本             | 日本             | リーグ戦         | リーグ戦         | リーグ杯         | リーグ杯         | 天皇杯           | 天皇杯           | 期間通算         | 期間通算         |
| 2007             | 福岡             | 9                | J2               | 39               | 16               | -                | -                | 1                | 2                | 40               | 18               |
| 2008             | 湘南             | 7                | J2               | 16               | 5                | -                | -                | -                | -                | 16               | 5                |
| ブラジル         | ブラジル         | ブラジル         | ブラジル         | リーグ戦         | リーグ戦         | ブラジル杯       | ブラジル杯       | オープン杯       | オープン杯       | 期間通算         | 期間通算         |
| 2009             | パウリスタ       |                  |                  |                  |                  |                  |                  |                  |                  |                  |                  |
| 日本             | 日本             | 日本             | 日本             | リーグ戦         | リーグ戦         | リーグ杯         | リーグ杯         | 天皇杯           | 天皇杯           | 期間通算         | 期間通算         |
| 2009             | 湘南             | 9                | J2               | 9                | 1                | -                | -                | 1                | 0                | 10               | 1                |
| ブラジル         | ブラジル         | ブラジル         | ブラジル         | リーグ戦         | リーグ戦         | ブラジル杯       | ブラジル杯       | オープン杯       | オープン杯       | 期間通算         | 期間通算         |
| 2010             | パウリスタ       |                  |                  |                  |                  |                  |                  |                  |                  |                  |                  |
| 日本             | 日本             | 日本             | 日本             | リーグ戦         | リーグ戦         | リーグ杯         | リーグ杯         | 天皇杯           | 天皇杯           | 期間通算         | 期間通算         |
| 2011             | 草津             | 9                | J2               | 22               | 4                | -                | -                | 0                | 0                | 22               | 4                |
| 2012             | 草津             | 9                | J2               | 16               | 4                | -                | -                | -                | -                | 16               | 4                |
| 通算             | ブラジル         | ブラジル         |                  |                  |                  |                  |                  |                  |                  |                  |                  |
| 通算             | 日本             | 日本             | J2               | 102              | 30               | -                | -                | 2                | 2                | 104              | 32               |
| 総通算           |                  |                  |                  |                  |                  |                  |                  |                  |                  |                  |                  |

- Jリーグ初出場・初得点 - 2007年3月25日 J2 第5節 対水戸ホーリーホック戦 (笠松)